# Clos Lucé

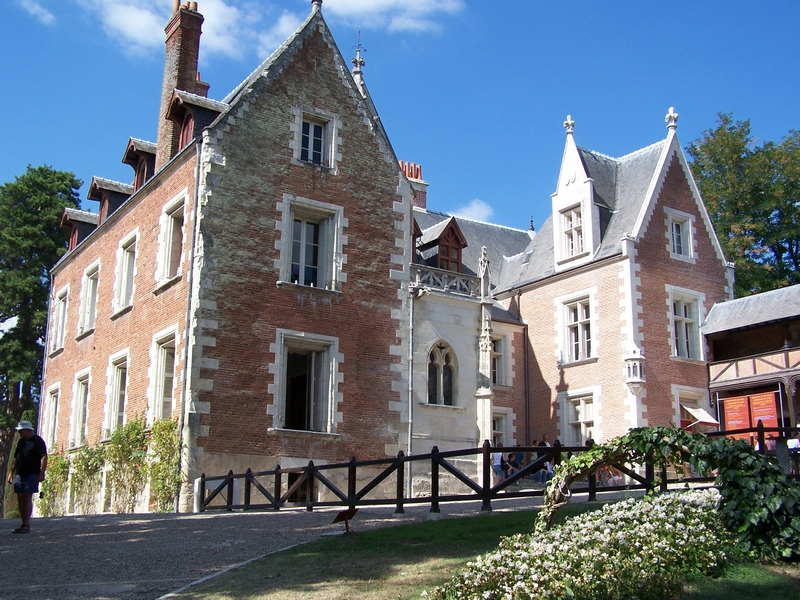
Herrgården Clos Lucé

Clos Lucé är en herrgård i Amboise i Frankrike, som ligger 500 meter från det kungliga slottet i Amboise, till vilket den är sammanbunden med en underjordisk gång.
Herrgården byggdes av Étienne le Loup i mitten av 1400-talet. Den förvärvades 1490 av Karl VIII för sin fru Anna av Bretagne. Senare användes den av Frans I, liksom av hans syster Margareta av Navarra som skrev novellsamlingen Heptameron då hon bodde på herrgården.
1516 bjöd Frans I in Leonardo da Vinci till Amboise och försåg honom med Clos Lucé som en plats att stanna och arbeta i. Leonardo anlände med tre prov av sina målningar; Mona Lisa, Anna själv tredje och Johannes döparen. Leonardo bodde på Clos Lucé under de tre sista åren av sitt liv, fram till sin död 2 maj 1519.
Idag är Clos Lucé ett museum som visar den stolta historien i regionen och där finns bland annat 40 modeller av olika maskiner som Leonardo ritade.